# Spratzbach
Der Spratzbach, ehemals Spratzah, ist ein Gewässer in der Buckligen Welt in Niederösterreich.

## Etymologie
Der ursprüngliche Name lautete Spraza und steht in Zusammenhang mit dem bairischen Verb spratzeln „spritzen, sprühen“. Zur Verdeutlichung wurde später das Grundwort -bach hinzugefügt.

## Lage
Er entspringt in unmittelbarer Nähe der Wallfahrtskirche Maria Schnee im Ortsgebiet Kaltenberg (Gemeinde Lichtenegg) auf einer Seehöhe von 850 m ü. A. In der Ortschaft Blumau (Gemeinde Hollenthon) vereinigt er sich mit dem Thalbach und bildet ab dort die Rabnitz. Das Einzugsgebiet beträgt 37,14 Quadratkilometer, die Länge 11,2 Kilometer.
Aufgrund seines großen Einzugsgebietes, aber auch wegen seiner exponierten Lage ist der Spratzbach immer wieder Schauplatz von Hochwässern. Sowohl bei Genuatiefs, als auch bei der Schneeschmelze und bei Gewittern zählt das ansonsten harmlose Gerinne zu den gefährdetsten Flüssen Österreichs.
Ab Spratzau bildet der Spratzbach die Grenze zwischen den Gemeinden Lichtenegg und Hollenthon, ehe er bei der Fahrnermühle in das Gemeindegebiet von Hollenthon eintritt. Ab der Ortschaft Neumühle (Gemeinde Wiesmath) bis zum Kohlgraben bildet er die Grenze zwischen den Gemeinden Hollenthon und Wiesmath. Ab dem Kohlgraben bis zum Ursprung der Rabnitz ist der Spratzbach die Grenze zwischen den Gemeinden Hollenthon und Markt St. Martin. Darüber hinaus ist er dort die Grenze zwischen den politischen Bezirken Wiener Neustadt-Land und Oberpullendorf sowie zwischen den Bundesländern Niederösterreich und Burgenland.
Der Spratzbach ist der Namensgeber der Ortschaften Spratzau und Spratzeck, die aus einzelnen zerstreuten Häusern bestehen. Einer der bedeutendsten Zubringer ist der Hirschauer Bach, der in der Rotte Geretschlag seinen Ursprung hat. Der Spratzbach wird im Oberlauf von der Landesstraße 4104 und im Unterlauf von der Landesstraße 149 begleitet.

## Geschichte
Das Spratztal wurde 830 erstmals in einer Schenkungsurkunde des fränkischen Königs an das Reichskloster Kremsmünster erwähnt. Bis nach der Wende zum ersten Jahrtausend bildet das Spratztal die Grenze der Einflussgebiete der Bischöfe von Passau und Salzburg. Danach bildet es zur Zeit der Grafschaft Pitten die Grenze des Siedlungsgebietes der Awaren gegen Westen.
Bekannt ist der Spratzbach durch das Spratztal, das auch „Tal der sieben Mühlen“ genannt wird. Im 17. Jahrhundert wurden dort mehrere regionstypische Bauern- und Lohnmühlen errichtet, von denen nur mehr die 1827 gebaute sogenannte Doplermühle erhalten ist. Gegen Ende des 20. Jahrhunderts fielen die anderen Mühlen den technischen und wirtschaftlichen Neuerungen zum Opfer. Die Dopplermühle wurde im Jahr 2001 von der Gemeinde Lichtenegg mit einem neuen Mühlrad ausgestattet und ist seitdem als Schaumühle für Besucher geöffnet. Die Mühle ist mit einer über drei Stockwerke reichende Transmissionsanlage ausgestattet, mit der die Wasserkraft auf die Mühlsteine und Walzenstühle übertragen wird. die Wasserkraft wird ebenso für Elevatoren genutzt, die das Korn und Mahlprodukte vom Keller in das Dachgeschoß befördern.

## Bilder

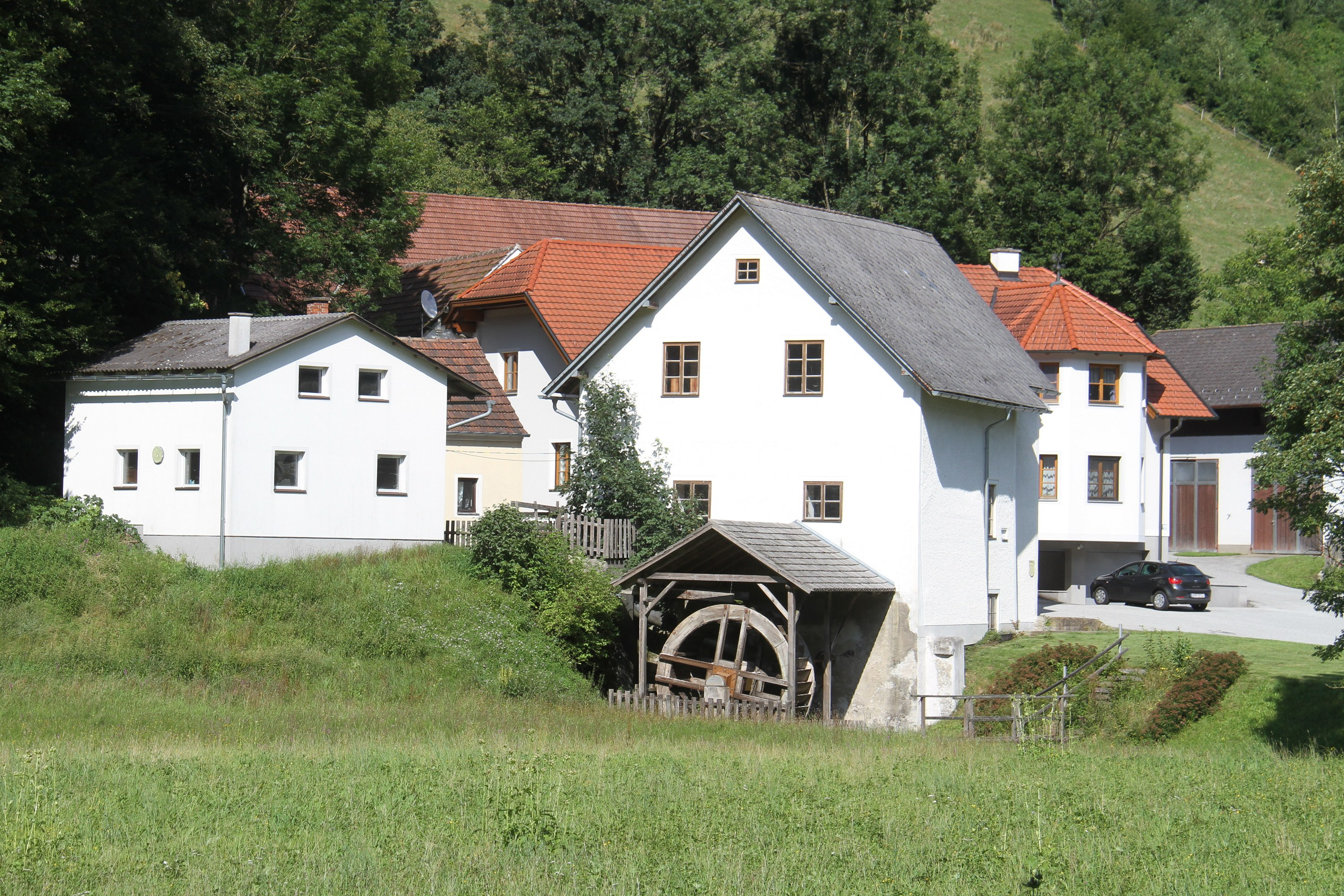
Die Strobl- bzw. Fahrnermühle ist die letzte intakte Mühle im „Tal der sieben Mühlen“
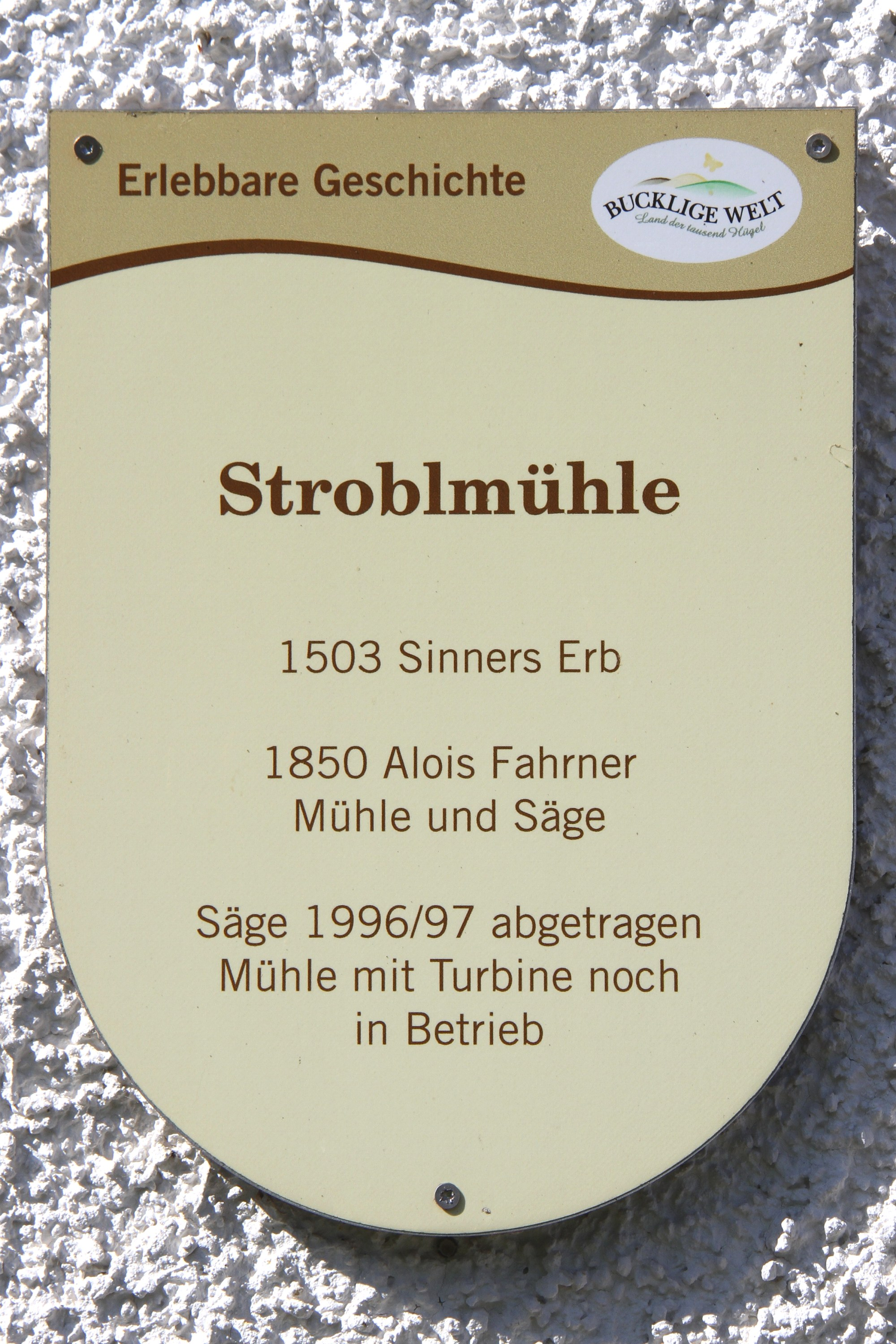
Sie wurde 1850 errichtet
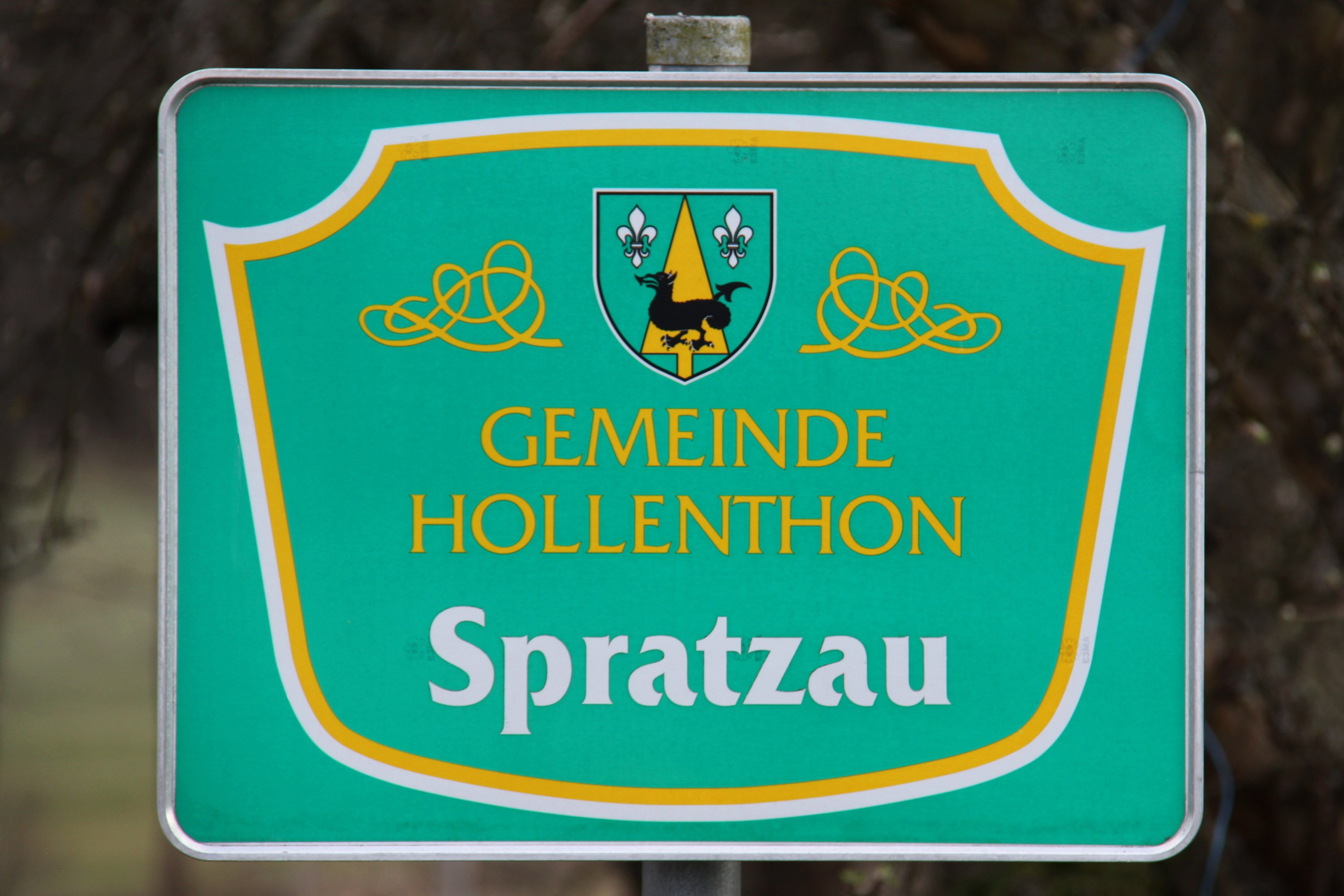
Ortstafel der Rotte Spratzau
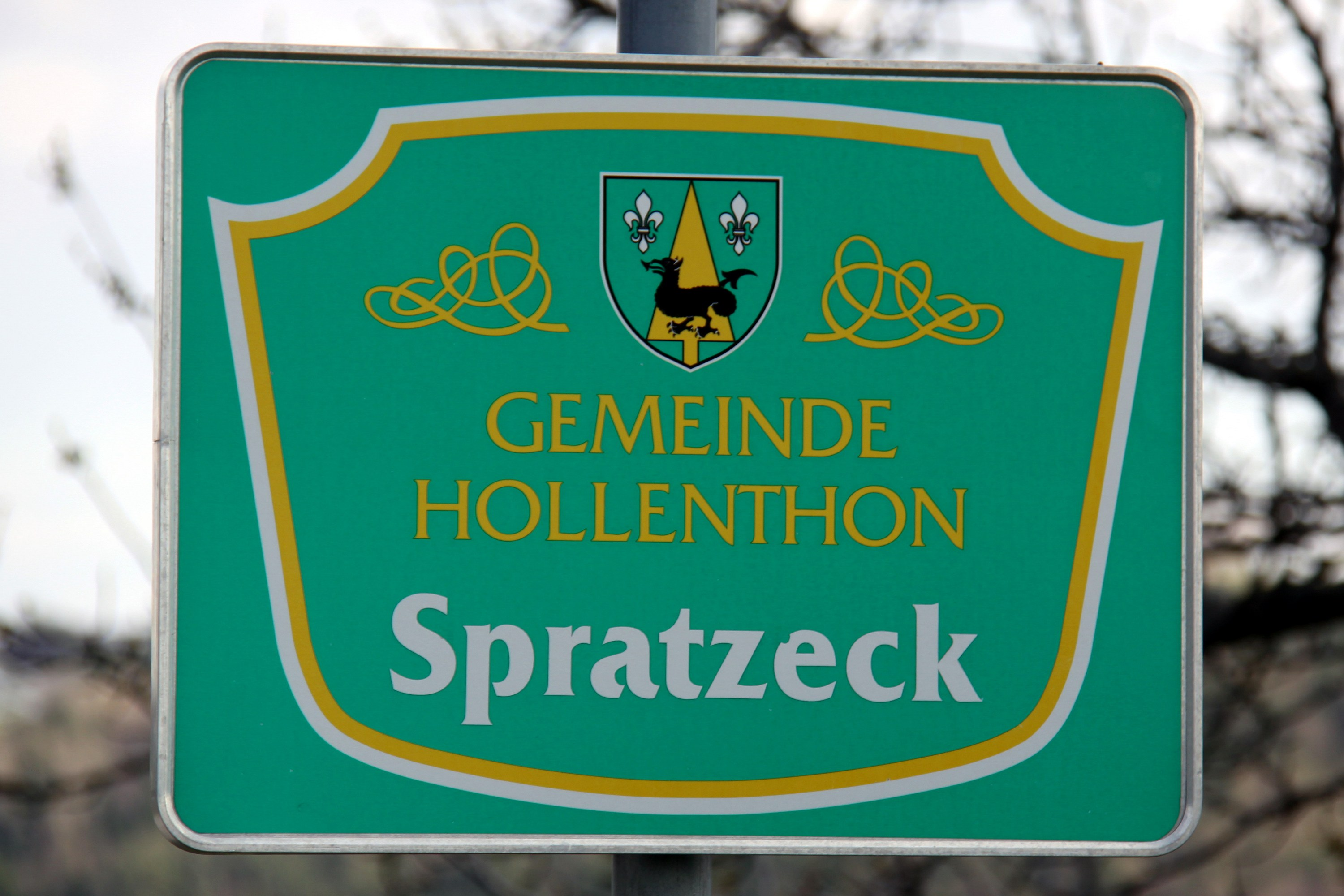
Ortstafel der Höhensiedlung Spratzeck